# Победа (Новосибірська область)
Победа (рос. Победа) — село у Усть-Тарцькому районі Новосибірської області Російської Федерації.
Входить до складу муніципального утворення Победінська сільрада. Населення становить 366 осіб (2010).

## Історія
Згідно із законом від 2 червня 2004 року органом місцевого самоврядування є Победінська сільрада.

## Населення
| 2002 | 2007 | 2010 |
| ---- | ---- | ---- |
| 459  | ↘389 | ↘366 |